# 蟲使い
『蟲使い』（むしつかい ）は、2003年6月27日にBlack Cycから発売されたアダルトゲーム。

## 概要
異形の生物・蟲を使役する男を描いたダークなアダルトゲームであり、Hシーンの内容の大半は蟲が女性を凌辱する内容がほとんどである。
関連作品に『EXTRAVAGANZA 〜蟲愛でる少女〜』があり、『蟲使い』のパラレルワールドとして位置づけられている。

## システム
本作はアドベンチャーゲームパートの他にも、育成とコマンド選択型戦闘などの多種多様なパートが存在する。
プレイヤーは移動先で護衛と遭遇した際、様子を見るか、弱体化を試みるか、戦闘に持ち込むかを選択することができる。このうち様子を見る場合、通常イベントが発生する。今後の戦闘に備え相手を淫乱な気分にさせる蟲を送り込んだ場合、戦闘において相手を弱体化させる事ができる。戦闘に持ち込む場合、直接攻撃用の蟲か性的攻撃用の蟲で倒すかを選ぶことができる。このうち性的攻撃用の蟲で倒すと、相手を凌辱することができる。
イベントが終わると蟲を育成するパートに移行し、1日毎に補充される卵をどの蟲に孵化させるかを選択する。初期状態では孵化させられないが、他の蟲を孵化させる事で育成できる蟲も存在する。育成が終わると次の日に移行する。
誘拐の決行日までの間に蟲を用いて護衛を一人ずつ倒していき、決行日になると残りの護衛たちとの連続戦闘になる。

### 蟲
蟲の種類はおおまかに3つの用途に分かれており、そこからさらに細かく種類が分かれている。
戦闘用蟲
戦闘用の蟲。そこからさらに直接攻撃を主とする4種と、互いの能力に影響を与える4種がある。
刃蟲…鋭い刃によって相手へダメージを与える
鉄甲蟲…堅い甲羅でぶつかり相手を貫く
飛炎蟲…空気に触れると自ら燃え上がり相手を火達磨にする
爆蟲…相手に当たった瞬間に爆発する最凶の攻撃用蟲
幻蟲…幻覚を与える鱗粉を撒いて相手の命中率と回避率を下げる
痺蟲…雷によって痺れさせ相手の攻撃力と防御力を下げる
速蟲…特殊な分泌液によって使用者の命中率と回避率を上げる
強蟲…寄生することにより宿主の攻撃力と防御力を上げる
性的攻撃用蟲
弱体化した護衛を凌辱させる蟲で、全部で3種類。通常の戦闘では不利が付くが、相手が淫乱な気分になるほど性的攻撃がうまくいく。
この蟲を使うと、護衛を陵辱するイベントが発生する。
触蟲…女性の愛液に触れると触手状に増殖する
粘蟲…女性の愛液に触れると粘液状に増殖する
変態蟲…女性の愛液に触れると増殖し、相手にあわせて形状を変化させる
弱体化用蟲
様子を見る段階で護衛に送り込み、淫乱な気分にさせる蟲。1種類のみ。
淫夢蟲…女性を淫らな気持ちにさせる毒や匂いを放つ

## ストーリー
志藤蓮は、蟲を使役して、闇の仕事人として暗躍してきた一族の末裔だったが、ある事件により彼が最後の蟲使いとなってしまった。
あるとき、軍需産業の裏で暗躍してきた神武グループの総帥の娘である神武 美弥香を誘拐してほしいという依頼が彼のもとに舞い込み、神武一族が蟲使いとの関連があるのではないかという情報も彼のもとに飛び込んできた。
依頼を受けた彼は、彼女を守る者たちをおとしていこうと考え、蟲を手にして、計画を実行に移した。

## 登場人物
志藤 蓮
本作の主人公。7人の女性護衛に守られた令嬢・神武美弥香を期限までに誘拐して、依頼人に引き渡すという任務が課されている。
「蟲愛でる少女」でも引き続き登場する。
風ノ宮 紫愛（かざのみや しお）　
声：深井晴花
蟲使いの長を守る一族の出身である蟲使い。一族が壊滅した後、長の直系の子孫である蓮を保護し、蟲使いとして育て上げた経緯があり、蓮からは姉のように慕われている。

### 神武グループ関係者
神武 美弥香（じんむ みやか）
声：咲ゆたか
神武グループ総帥の令嬢で、父の仕事に疑念を抱いている。おとなしそうに見えて勘は鋭い。
『蟲愛でる少女』およびそのファンディスクである『蟲狂編』にも引き続き登場し、異母姉妹も登場する。
リナ・カーソン　
声：花芽原れんげ
神武グループに所属する研究員。軍事分野を含めた研究ができるということで、美弥香の護衛を務めている。
佐々原 唯（ささはら ゆい）
声：風音
美弥香の友人兼護衛。佐々原流古武術の第十六代目継承者だが、人見知り故美弥香の後ろについて歩くことが多い。
高科 瑛莉子（たかしな えりこ）　
声：Yuki-Lin
美弥香の護衛を務める女性剣士。普段は温厚だが、一族に伝わる魔剣を手にすると攻撃的な性格になる。魔剣に魅入られ正気を失い人斬りの快楽に取りつかれていたところ神武の力により呪縛が解け、美弥香の護衛を引き受けたという経緯を持つ。
綾菜（あやな）　　
声：みる
神武グループによって先天的な特殊能力を引き上げられた少女。美弥香の護衛の中でも子どもっぽい人物であり、美弥香を姉のように慕う。
榊 魅羅(さかき みら）　
声：悠
美弥香の護衛で、護衛たちの中でも戦闘経験が豊富な人物。いわゆる女王様タイプで、鞭を武器にする。まどかの知り合いであり、その縁から美弥香の護衛を引き受けたという経緯を持つ。
エルナ・マイヤー　
声：Ruru
美弥香の護衛を務める、神武グループの人体実験で生まれた猫型バイオ戦士。貧乏な家庭に生まれ、神武グループへ人体実験の被験体として売られた経緯を持つ。
男性的な口調ときまぐれな性格が特徴。
ユーリア・アレクセエヴナ・ベラーヤ　
声：深井晴花
美弥香の護衛を務めるサイボーグ。戦闘に巻き込まれ死にかかっていたところ、神武グループへによりサイボーグされたという経緯を持つ。戦闘とは無関係の要素が制限されたため、寡黙な性格になっている。
本条 まどか（ほんじょう まどか）　
声：Ruru
美弥香の教育係。護衛たちのまとめ役でもあるが、彼女自身は戦闘能力を持たない。

## 用語
蟲
虫とは異なる異形の生物であり、軟体動物や甲殻類のような姿をした者もいる。蟲使いによって使役される武器であり、家畜である。
蟲使い
蟲を使役して暗殺や誘拐といった仕事を請け負ってきた一族。

## スタッフ
- 原画：上田メタヲ
- シナリオ：和泉万夜
- 音楽：山根理恵